# Северное водохранилище (Ростов-на-Дону)
Северное водохранилище — небольшое водохранилище на ручье Камышеваха, притоке реки Темерник, расположенное в Северном жилом массиве города Ростов-на-Дону. Водохранилище было создано в 1970-х годах.

## Описание
Водохранилище разделено плотиной на Верхнее (близ церкви Сурб-Хач) и Нижнее (около БСМП-2). В 2005 году плотина была реконструирована.
Недалеко от церкви Сурб-Хач расположен родник Салах-Су, рядом с которым находится пляж Сурб-Хач. В водах Верхнего водохранилища расположен небольшой остров, на который ведет небольшой мостик. Над Верхним водохранилищем расположен автомобильный четырёхполосный мост, соединяющий улицу Белорусскую с улицей Волкова в Северном жилом массиве. Близ плотины Верхнего водохранилища водосброс выполнен в форме кувшинки.
Над Нижним водохранилищем расположен автомобильный шестиполосный мост, соединяющий проспект Космонавтов с улицей Плиева. Выше по течению от моста близ родника «Северный» расположен небольшой пляж, напротив которого в водохранилище установлен фонтан. Ниже моста располагается пляж парка «Дружба». Плотина нижнего водохранилища выполняет помимо функций гидротехнического сооружения, функцию автодорожного двухполосного перехода, соединяющего улицу Бодрая с улицей Борко в Северном жилом массиве.

## Бактериологическая оценка
По сообщениям ФБУЗ «Центр гигиены и эпидемиологии в Ростовской области» и ТУ Роспотребнадзора по Ростовской области в соответствии с исследованиями проведенным при подготовке к купальному сезону 2011 года концентрация болезнетворных микробов в водоёме превышала допустимую норму. ФБУЗ «Центр гигиены и эпидемиологии в Ростовской области» не рекомендует купаться в указанном водоеме, однако оснований для полного запрета нет.

## Фотогалерея

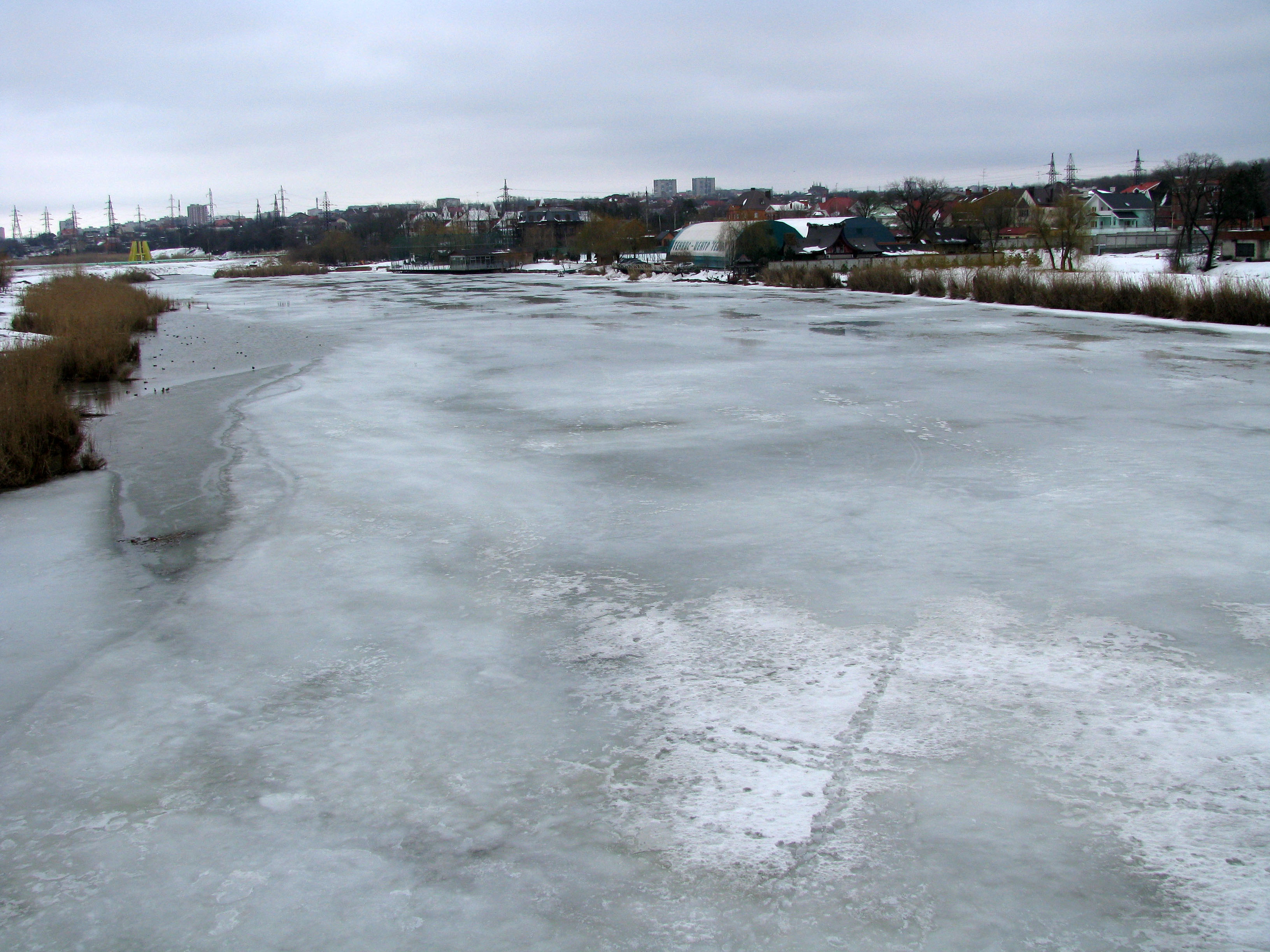
Верхнее водохранилище зимой
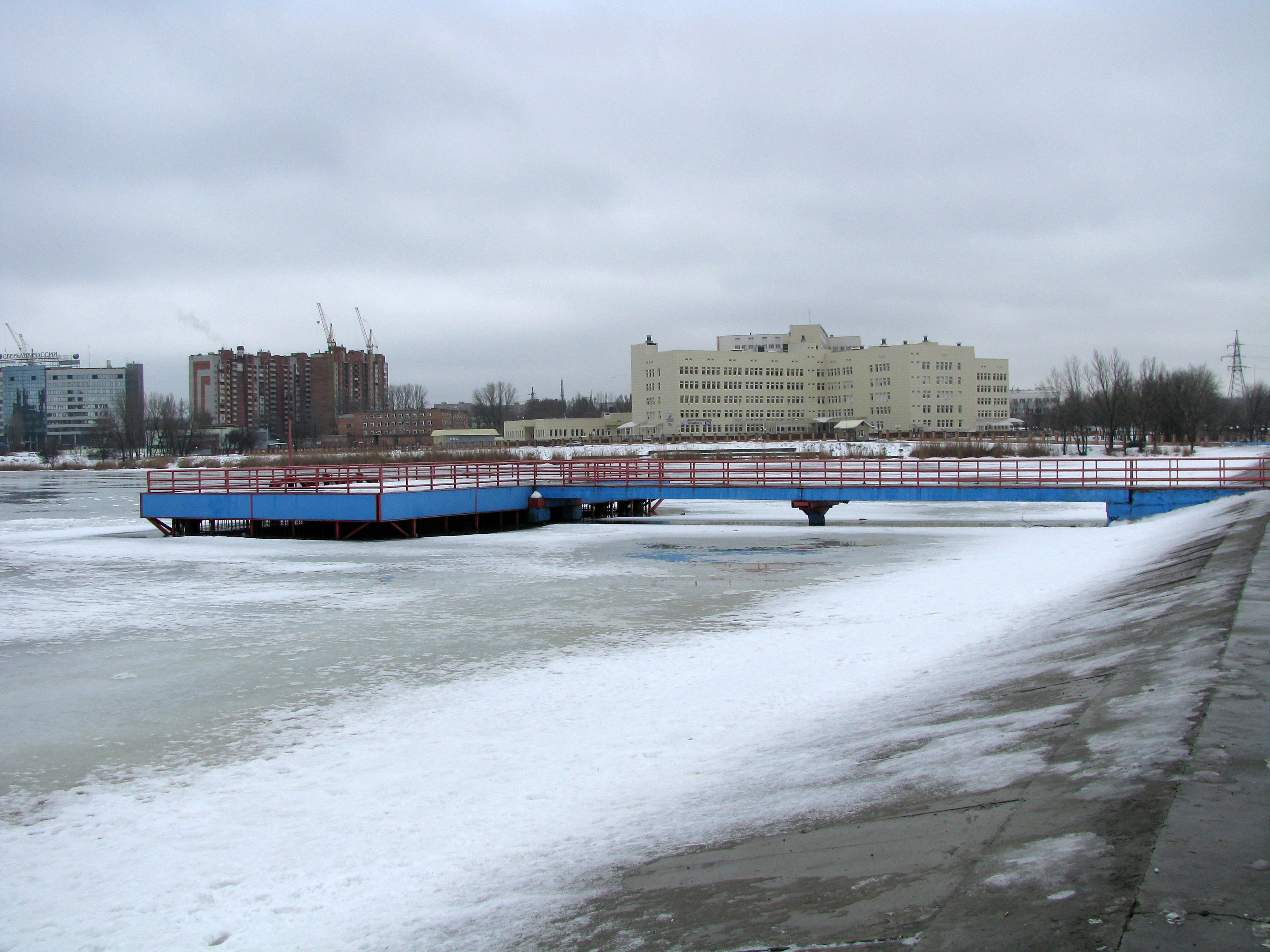
Водосброс нижнего водохранилища зимой
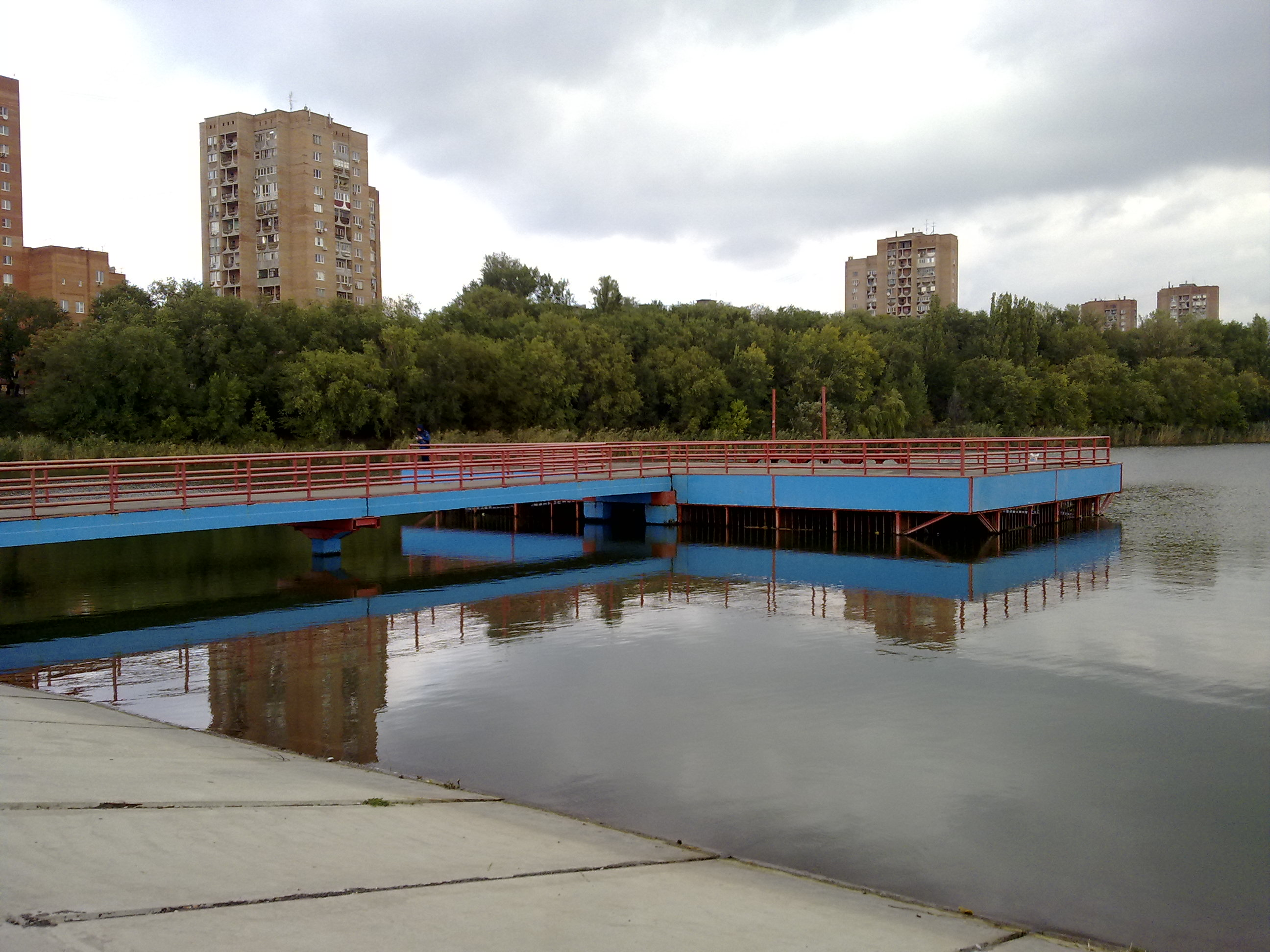
Водосброс нижнего водохранилища летом
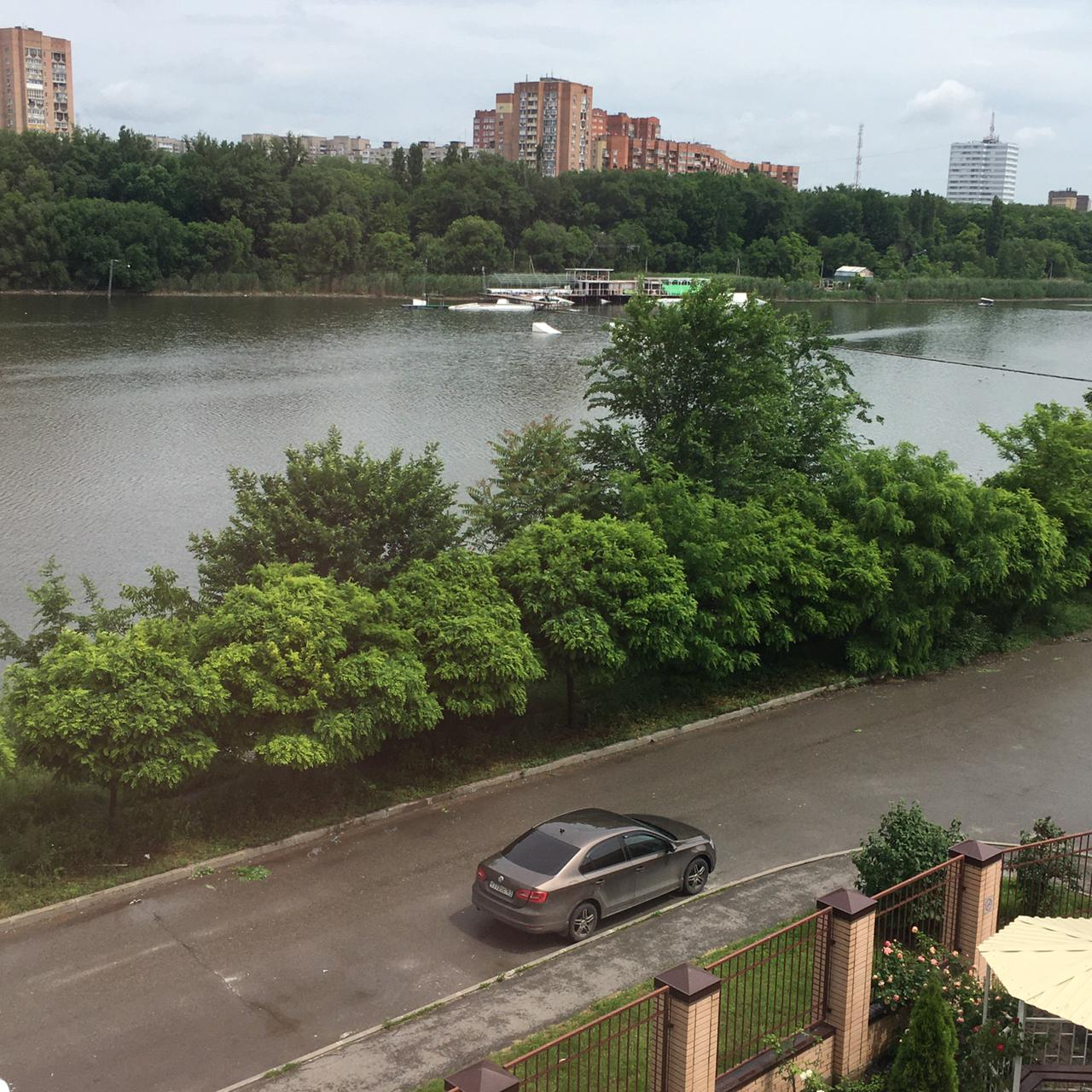
Вид на водохранилище из перинатального центра
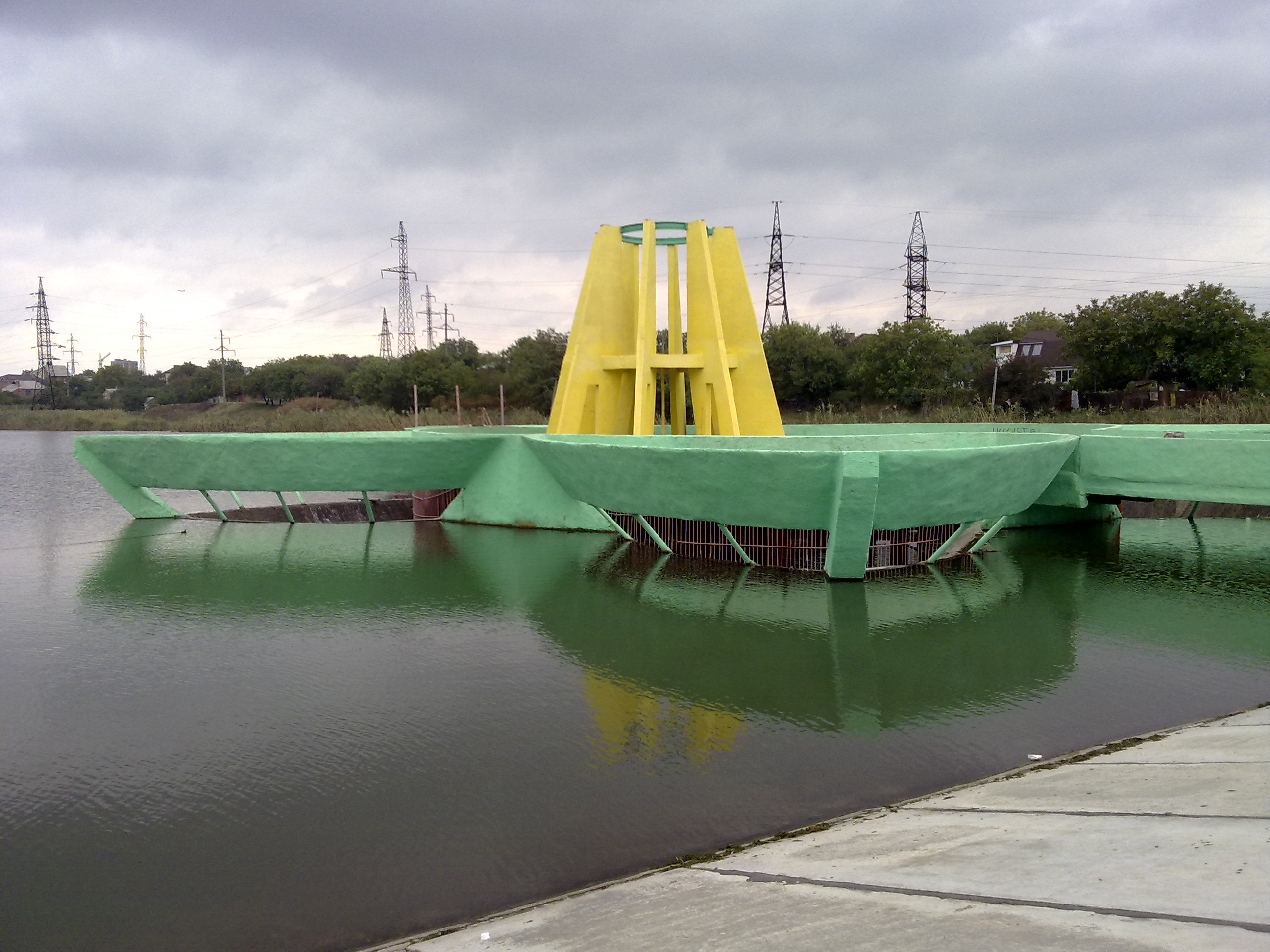
Водосброс в форме кувшинки
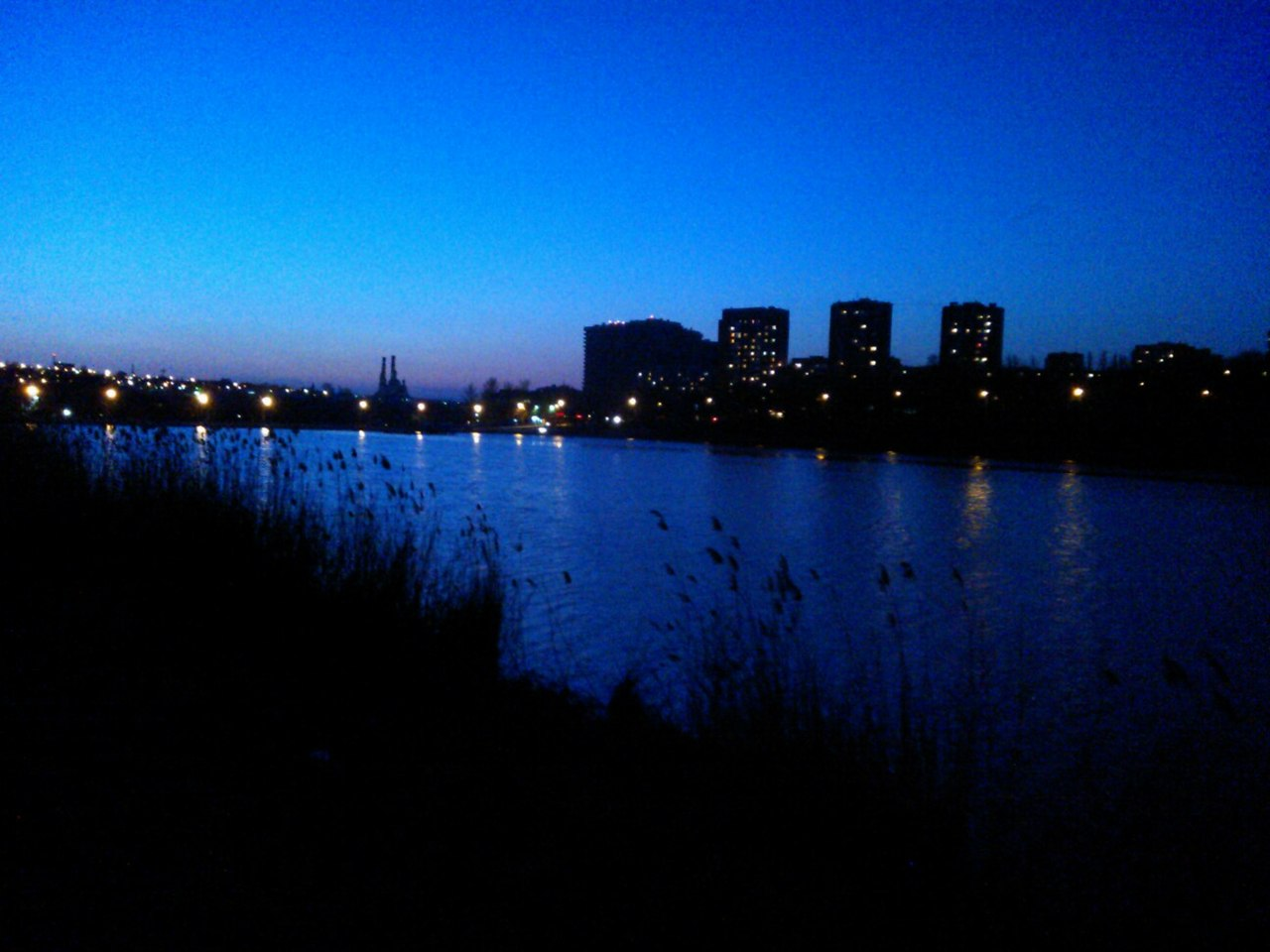
Закат